# آرنالدو کارلی
آرنالدو کارلی (به انگلیسی: Arnaldo Carli)‏ (۳۰ ژوئیهٔ ۱۹۰۱ – ۱۴ سپتامبر ۱۹۷۲) دوچرخه‌سوار اهل ایتالیا بود. 
وی در مسابقات کشوری و بین‌المللی در مجموع برندهٔ ۱ مدال طلا شده‌است.